# 蔡濯堂
蔡濯堂（1918年6月10日──2004年6月8日），筆名思果，另有筆名挫堂，江蘇鎮江人，天主教徒，方濟會第三會會士，中國著名散文家、翻譯家，有「中國讀書人的典範」之譽。自1981年離開香港，晚年旅居美國北卡羅萊納州馬修城的曉霧里（Misty Dawn Lane），並在此病逝。

## 生平经历
思果未念完初中就輟學，在銀行當練習生，開始學習寫作，在中國銀行工作十六年。後歷任出入口公司及出版社會計、公司秘書、公司董事、《公教報》翻譯、工業總會及科學管理協會編輯、《讀者文摘》中文版編輯及翻譯。他的中英文修養，全靠自學得來，亦曾為公教聖詠填詞，如《主任爾為傳信者》。後任職讀者文摘中文版編輯，工作是修改翻譯家的譯稿，也因此沉浸在翻譯的研究中，磨練出深厚的翻譯功夫。他以多年時間譯成狄更斯的《大衛‧考勃非爾》及克羅寧的《西泰子來華記》，又任香港聖神修院中文教授、在香港中文大學翻譯中心任研究員，教授「高級翻譯」、香港中文大學校外進修部（現為香港中文大學校外進修學院）高級翻譯文學教授等職。
一九七一年赴美，旅居俄亥俄州辛辛那提市。任電腦公司會計，也曾在關島工作，任地產公司經理。
一九九一年在香港中文大學任名譽訪問學人。
抗戰時期開始在江西《正氣日報》投稿，勝利後曾在上海《申報》、《宇宙風》發表文章。著作以散文為主，作品《林居筆話》曾獲台灣中山文藝散文獎。此外也兼攻翻譯，著有《翻譯研究》、《翻譯新究》。一九八七年九月獲香港翻譯學會榮譽會士銜。

## 主要著作
1979年，思果獲台灣中山文藝獎、1996年獲國家文藝獎之翻譯獎。歷年著有《翻譯研究》、《翻譯新究》、《譯道探微》、《功夫在詩外》，散文創作有《香港之秋》、《私念》、《沈思錄》、《思果散文選》、《林居筆話》、《霜葉乍紅時》、《曉霧裡隨筆》、《思果人生小品》、《河漢集》、《林居筆話》、《橡溪雜拾》、《遠山一抹》等。2000年曾出版一本談保健的書《我82歲非常健康》，其遺作書名是《迷人的嘮叨》。

## 评价
他最著名的作品是《翻譯研究》(台北大地出版社，一九七二年初版，一九九〇年十一版)、《翻譯新究》(台北大地出版社，一九八二年出版)等作品，除了討論中英翻譯，同時談及中文的「西化」問題（即歐化中文），力倡簡潔、通暢的中文。思果在引言寫道：「誰也不能否認，目前的翻譯已經成了另一種文字，雖然勉強可以懂，但絕對不是中文……本書的態度，卻是要翻譯像中文。凡是中國已有的表達意思的方法、字眼、句法，儘量採用，沒有的再想辦法。」